# Commedia umanistica
La commedia umanistica è un genere teatrale in latino fiorito tra Trecento e Quattrocento, con una produzione di ambiente letterario umanistico che rimanda soprattutto all'area culturale italiana, anche se la sua ricezione e trasmissione culturale si deve soprattutto agli studenti fuori sede delle nationes germaniche che erano allievi delle università italiane. Il genere dispiegò una notevole vitalità creativa per tutto il periodo umanistico, lasciando il posto, già a partire dalla fine del Quattrocento, e poi in via definitiva nel Cinquecento, all'affermazione vincente della commedia erudita in volgare.
Sebbene si tratti di un filone in lingua latina ed essenzialmente italiano, María Rosa Lida de Malkiel considera ascrivibile a questo genere teatrale anche un'opera in lingua volgare come La Celestina di Fernando de Rojas (del 1499), annoverata tra i grandi capolavori della letteratura spagnola.

## Importanza
La fioritura del genere ha una notevole importanza nella storia del teatro italiano ed europeo, perché segna la nascita del "dramma profano". Questa genesi non fu il frutto di un processo culturale dal basso, ma di un'invenzione dall'alto, compiuta da una élite culturale espressa da una borghesia cittadina colta, consapevole, in grado di cogliere ed elaborare, in modo attivo e partecipe, i fermenti culturali di un'epoca di grande trasformazione e rinnovamento. Si ponevano così le basi per un processo di affrancamento del teatro dalle forme di rappresentazione religiosa e dall'egemonia ecclesiastica, un'emancipazione che si sarebbe poi compiuta in maniera totale con l'affermarsi delle commedie in lingua italiana del teatro rinascimentale e la sottrazione del teatro alla sfera di tutela della chiesa cattolica, un processo che, peraltro, andò a compiersi in breve tempo e senza attriti e conflitti con la curia papale)
Se nel Medioevo gli spettacoli erano di argomento perlopiù religioso o popolare, la rinascita della cosiddetta "commedia all'antica", ossia del teatro classico greco-latino, avvenne per la prima volta a Ferrara, grazie all'interessamento del duca Ercole I d'Este, il quale promosse i volgarizzamenti delle commedie di Plauto e Terenzio, a opera di letterati come Matteo Maria Boiardo, Pandolfo Collenuccio, Battista Guarini, Antonio Tebaldeo, e la loro messa in scena a corte. Il 25 gennaio del 1486 ebbe luogo la prima rappresentazione teatrale a Ferrara dei Menecmi (volgarizzata in Menechini): il momento è importante perché segna l'inizio del teatro classico in Italia e l'affermazione della tradizione teatrale ferrarese. La commedia, tradotta in volgare, fu rappresentata con scene elaborate in legno e accompagnata da uno spettacolo pirotecnico. Il teatro era stato costruito all'aperto, su disegno di Pellegrino Prisciani, nel cortile d'onore del palazzo ducale.
Ben presto gli spettacoli si arricchirono di intermezzi musicali e di nuove parti recitate con richiami mitologici, leggendari o storici. Nel 1487, in occasione delle nozze di Giulio Tassoni, favorito del duca, fu rappresentata la Fabula di Cefalo di Niccolò da Correggio, uno dei primi drammi originali del Quattrocento. La presenza di un poeta e commediografo come Ludovico Ariosto spinse in seguito la corte di Ferrara a far costruire il primo teatro stabile, purtroppo andato distrutto poco dopo la sua inaugurazione.

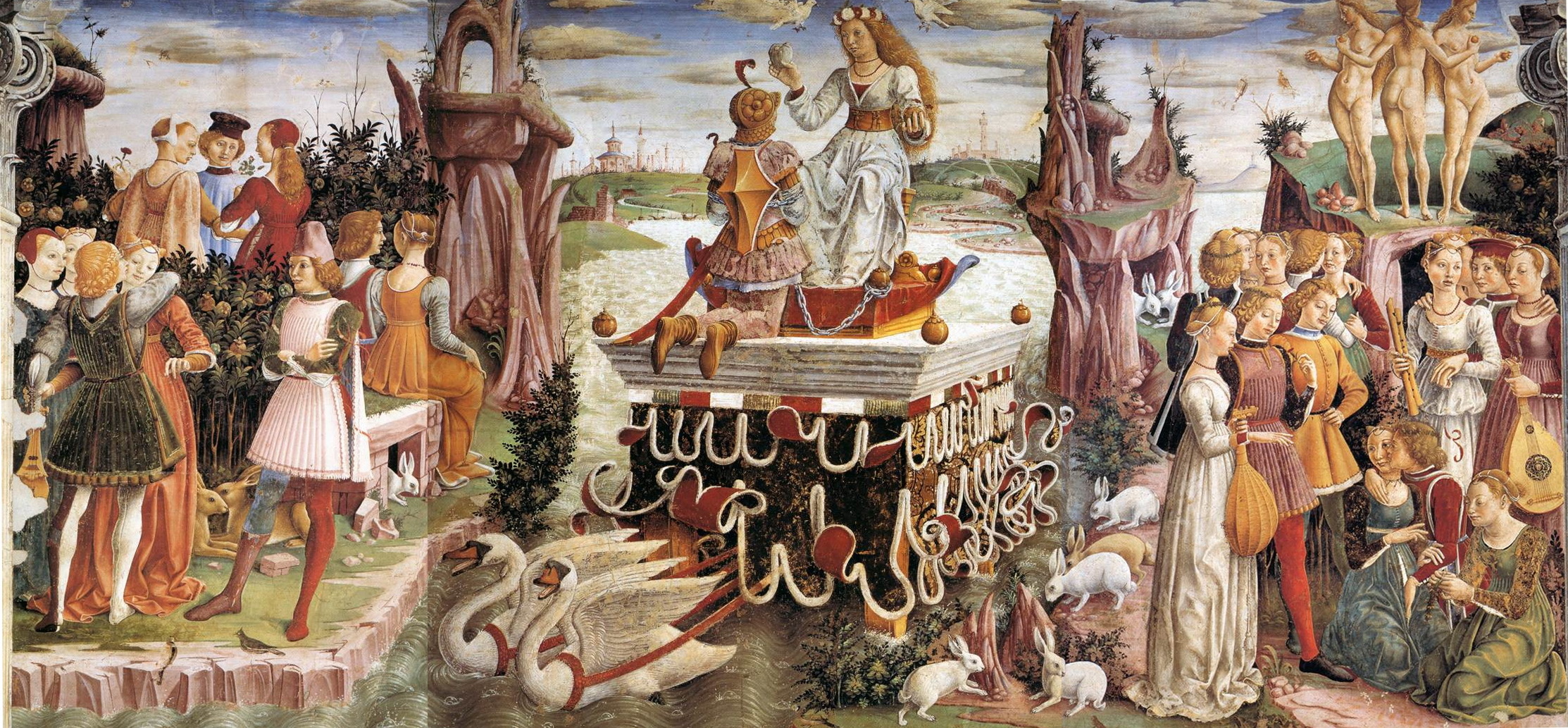
Palazzo Schifanoia, Trionfo di Venere. Nelle parti laterali dell'affresco sono presenti musici.

La politica matrimoniale di Ercole I ebbe poi l'effetto di irradiare il modello teatrale ferrarese nelle altre corti padane. Fu grazie all'influenza della figlia Beatrice, splendida fautrice della rinascita del teatro milanese, che Ludovico Sforza si convinse a costruire il primo teatro a Milano, dopo aver assistito a una rappresentazione in Ferrara. Nello stesso anno, 1493, il duca Ercole gli si recava in visita accompagnato da una squadra di attori, fra cui il giovanissimo Ludovico Ariosto.
Esempio compiuto di questo processo di transizione verso la commedia rinascimentale è la Cassaria dell'Ariosto, rappresentata presso la corte di Alfonso d'Este nel 1508, anticipata da "qualche oscuro tentativo anteriore", come il precedente rintracciabile nell'opera Il Formicone di Publio Filippo Mantovano (1506).

## Caratteristiche
Gli autori della commedia erano spesso (o lo sarebbero diventati) dei famosi eruditi: la stessa produzione si caratterizza per un tono culturale molto alto. La commedia umanistica, infatti, si rivolgeva a un pubblico dotato di un elevato bagaglio di cultura classica, una platea di fruitori che (oltre alla naturale e imprescindibile padronanza della lingua veicolare latina, necessaria per poterne intendere i testi) erano in grado di cogliere, trovandosi perfettamente a loro agio, risonanze culturali e riferimenti dotti che rimandavano alla tradizione teatrale latina, soprattutto alla fabula palliata di Terenzio e Plauto, ma anche all'opera di autori come Seneca.
Oltre alle istanze della tradizione letteraria latina, la commedia umanistica accoglieva anche suggestioni ed esperienze provenienti dalla letteratura medievale, elaborate e trasfuse nella novellistica e nel teatro medievale.
Lo stesso pubblico colto, inoltre, per cultura e conoscenza, era in grado di apprezzare i modi sofisticati e particolari in cui i prodotti della commedia umanistica aderivano alla realtà del tempo: i materiali, le situazioni del passata, gli avvenimenti storici contingenti, i personaggi affetti da vizi, venivano tutti trasposti su un piano più elevato allo scopo di fargli assumere un carattere di eccezionalità, per fungere da exempla con cui alludere a situazioni e temi che appartenevano, invece, alla loro contemporaneità. Si tratta di un procedimento analogo a quello già sperimentato nel 1314 da Albertino Mussato su un diverso versante del teatro profano (quello della tragediografia classicheggiante tre-quattrocentesca): nella tragedia Ecerinis (o Ecerinide), nella narrazione delle gesta trascorse del feroce tiranno Ezzelino da Romano, Mussato coglie l'occasione per trasformarne le vicende in un'allusione alla figura contemporanea di Cangrande della Scala.

### Ambiente culturale
Altra particolarità (rilevabile, ad esempio, nel Paulus di Pier Paolo Vergerio, del 1388-1390, il più antico tra i testi sopravvissuti) è il legame con l'atmosfera universitaria, con la descrizione degli ambienti della vita studentesca e della disposizione intellettuale dell'ambiente universitario che aveva preso forma nel Medioevo, con uno spirito goliardico percorso da una vena di bonaria e ironica polemica nei confronti di quella cultura ufficiale che gli stessi autori di commedie frequentavano nel loro curriculum di formazione accademica.
A tale ambiente culturale universitario si mostra confacente lo stesso utilizzo della lingua latina, intesa non come generico mezzo espressivo con cui trasporre in forma aulica contenuti qualsiasi, ma quale strumento linguistico connaturato e congeniale alla stessa atmosfera e allo stesso humus culturale da cui la commedia umanistica traeva origine, oltre che consono agli ambienti e alle situazioni che la commedia ambiva a proporre.
Questo legame con il retroterra socio-culturale può essere affermato in forma ancor più esplicita: in effetti, come è stato dichiarato, la stessa "operazione linguistico-espressiva che era alla base di queste opere comiche [...] poteva essere recepita e apprezzata solo in contesti culturali di alto livello, ma sensibili anche a una comicità di matrice goliardica: i circoli universitari rappresentarono quindi il naturale bacino di lettori e spettatori delle scritture teatrali umanistiche".
Quanto fosse essenziale, per la piena fruizione dei testi, il legame del pubblico con l'originario ambiente universitario, è illustrato da una testimonianza di Angelo Decembrio (fratello di Pier Candido) sull'accoglienza ricevuta da una commedia in un ambiente curiale di raffinata cultura umanistica, come il cenacolo fiorito presso la corte ferrarese di Leonello d'Este, la Repetitio magistri Zanini coqui del parmense Ugolino Pisani (già rappresentata a Pavia nel 1435), bersaglio di reazioni canzonatorie e sdegnose da parte dei letterati di corte.
Significativo, del resto, è anche il giudizio degli stessi cultori del genere letterario. Infatti, nonostante l'ampiezza della fioritura, e il livello di raffinatezza talvolta raggiunta dalle sue produzioni, la commedia umanistica non assurse mai a uno status di compiuta dignità letteraria, venendo sempre considerata, dagli stessi autori (spesso, come detto, famosi eruditi, o in procinto di divenirlo) come una sorta di marginale divertissement creativo, giovanile e occasionale, legato in modo indissolubile a quella stagione passeggera della vita che è la gioventù, e per questo considerato un impegno lieve e spigliato in confronto alla serietà gravosa dello studio o rispetto a quella degli impegni, culturali o professionali, che li attendeva in età matura A questo proposito, l'unico autore che esibisce un impegno non occasionale o marginale nel genere della commedia umanistica è il ferrarese Tito Livio de' Frulovisi (n. 1400 circa - m. dopo il 1456), a cui si devono ben sette commedie in prosa. Le commedie di Tito Livio Frulovisi, che furono fonte di attriti e polemiche con la Chiesa cattolica, hanno anche una notevole importanza nella storia del teatro occidentale: esse, infatti, fatte salve alcune farse goliardiche, sono anche le più antiche tra le commedie umanistiche della cui rappresentazione pubblica si sa con certezza.
L'ambiente universitario rappresenta non solo il terreno di coltura da cui l'arte della commedia umanistica si leva, ma anche il medium che permise o facilitò la conservazione e la tradizione di questi testi: furono gli studenti, soprattutto quelli stranieri delle nationes universitarie germaniche che la peregrinatio academica aveva condotto in Italia, a raccoglierne l'eredità e a tramandarne i testi, inserendoli in miscellanee e brogliacci.

### Scansione scenica
Altra caratteristica notevole attiene alla grammatica scenica, con testi che, salvo eccezioni, non sottostanno ad alcuna ripartizione e non contemplano la divisione in atti o scene. Fa eccezione Chrysis, scritta a Norimberga nel 1443 da Enea Silvio Piccolomini (futuro Papa Pio II), che ha una forma più regolare, scandita in 18 atti.

### Rapporto con la commedia elegiaca
Alcuni aspetti della commedia umanistica potrebbero suggerire un facile accostamento alla commedia elegiaca (o commedia latina medievale), quel filone delle letteratura mediolatina che fiorì nella temperie culturale europea del Rinascimento del XII secolo, ma prolungatosi anche nel XIII secolo, i cui esiti letterari erano di sicuro ben conosciuti dagli umanisti. Vicinanze e affinità sono facilmente riconoscibili: un esempio è costituito dalla figura di Gracchus, protagonista della Poliscena, in cui è avvertibile una combinazione tra il personaggio Pamphilus dell'omonima commedia elegiaca adespota e gli eroi della commedia terenziana.
Tuttavia, l'assonanza di temi, e la somiglianza di situazioni grottesche e paradossali, non autorizzano troppo facili congetture su uno stretto e diretto rapporto di influenza tra i due generi, né, tanto meno, a inferire un rapporto di filiazione, dal momento che le analogie sui contenuti possono ben essere spiegate per altre vie: esse, infatti, rimandano a loci narrativi arcinoti e frequentatissimi della letteratura di sempre, tanto che possono essere considerati quasi dei veri e propri tòpoi della letteratura comica di ogni tempo, senza dover essere di necessità attribuiti a un retaggio specifico della commedia elegiaca. Va detto, inoltre, che alla commedia latina medievale, a differenza della commedia umanistica, mancava la capacità di trasporre e "attualizzare" i propri contenuti fino ad elevarli a un livello di esemplarità.

## Opere

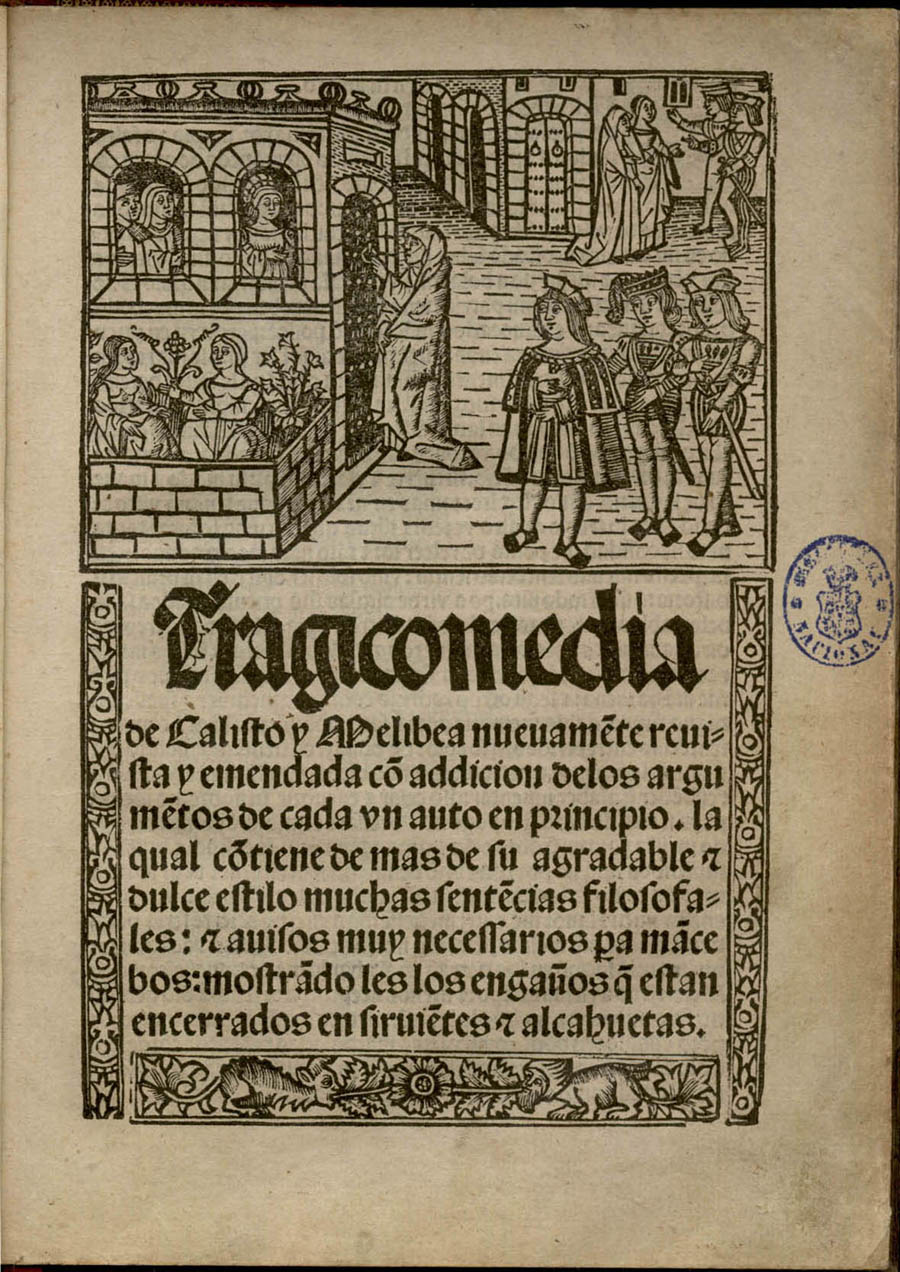
La Celestina, frontespizio da un incunabolo

Il genere conobbe un'ampia fioritura di testi, la cui trasmissione, molto spesso, si deve alla ricezione da parte di studenti dell'ambiente universitario a cui il genere è legato, soprattutto quelli delle nationes universitarie germaniche che le incorporarono in zibaldoni eterogenei e raccolte.
Risalendo per via congetturale alle origini culturali, potrebbe essere considerato esempio capostipite della commedia umanistica perfino la Philologia Philostrati, opera perduta del Petrarca, per la quale è ipotizzabile un'ispirazione terenziana, visto il particolare metro adottato, il senario giambico. 
Il più antico testimone sopravvissuto è, invece, il Paulus, ad iuvenum mores corrigendos (1388-1390) di Pier Paolo Vergerio il vecchio.
Oltre che da manoscritti, in parte rimasti inediti, le opere sono conosciute anche attraverso cinquecentine. Non ne esiste ancora (negli anni 2000) un'edizione complessiva, anche se un tentativo in questa direzione è costituito dalle edizioni critiche della collana editoriale "Teatro umanistico", pubblicata sotto gli auspici del SISMEL-Società internazionale per lo studio del Medioevo latino-Edizioni del Galluzzo. Curata da Stefano Pittaluga e Paolo Viti, la collana si compone di una serie di volumi, affidati a specialisti, con edizione critica del testo latino, traduzione italiana del testo, e un apparato di introduzione critica e commento.

### Esempi di opere tramandate
- Paulus, ad iuvenum mores corrigendos (1388-1390) di Pier Paolo Vergerio il vecchio
- Cauteraría, di Antonio Barzizza[24] (circa 1420-1425[25]; opera di probabile ambiente pavese, vista la "vivace tradizione testuale" che conobbe a Pavia[14]).
- Corollaria, Claudi duo, Emporia (1422-1423) di Tito Livio Frulovisi (le prime della cui rappresentazione si ha certezza[21]).
- Symmachus, Oratoria (1433-1435) di Tito Livio Frulovisi[21].
- Peregrinatio, Eugenius (scritte dopo il 1437[21]) di Tito Livio Frulovisi.
- Janus sacerdos (opera di anonimo, fu rappresentata a Pavia nel 1427 e rielaborata, dieci anni dopo, nel De falso hypocrita di Mercurino Ranzo)
- Philogenia di Ugolino Pisani (Pavia, ca. 1432-1433), su un intrigo amoroso tra un corteggiatore e una giovane e bella popolana. L'uomo, poi, finisce per rapire la ragazza, ma la reazione della famiglia di lei lo intimorisce e lo costringe a ripiegare su un espediente: induce la ragazza a maritare un rozzo contadinaccio in modo da continuare ad averla a propria disposizione.
- Repetitio magistri Zanini coqui di Ugolino Pisani (rappresentata a Pavia nel 1435)
- De falso hypocrita di Mercurino Ranzo (Mercurino Arborio di Gattinara), rielaborazione dell'anonima Janus sacerdos di dieci anni prima. Datata 15 aprile 1437 e composta in ambiente universitario ticinense, testimonia, quindi, di un soggiorno del Ranzo, forse trasferitosi a Pavia per motivi di studio[26]. Ebbe la sua rappresentazione pubblica a Pavia, nello Studium Generale Ticinense, nell'aprile 1437.
- De Cavichiolo, breve dialogo comico di anonimo, in 76 distici elegiaci[14], incentrato su un alterco tra un marito (Cavichiolo)  dedito a pratiche sodomitiche con fanciulli e una moglie insoddisfatta. Per alcuni (tra cui Ezio Franceschini, Manlio Pastore Stocchi, Daniela Goldin Folena) sarebbe da rubricare, per le sue caratteristiche (tra cui la forma poetica, la scelta metrica, la brevità del testo) nell'ambito della commedia elegiaca e, di conseguenza, da retrodatare a un'epoca pregressa: il XII secolo per Ezio Franceschini[27]), il XIII per Daniela Goldin[28]. A seconda della datazione, è da considerare ispirata, o fonte di ispirazione, della novella di Pietro di Vinciolo, dalla Giornata quinta, novella decima-Dioneo del Decameron di Giovanni Boccaccio[29][30]. In favore di una collocazione quale commedia umanistica del XV secolo si è espresso uno studio di Isabella Gualandri e Giovanni Orlandi[31]. A una collocazione quattrocentesca aderisce anche Armando Bisanti[30]
- La Poliscena (Como, 1433, nota anche, secondo altre varie convenzioni bibliografiche ottocentesche, come Comedia Poliscena, Gracchus et Poliscena, o Calphurnia et Gurgulius), da attribuire al vercellese Leonardo Della Serrata[14], in passato, già dalla fine del Quattrocento, attribuita a Leonardo Bruni[32] (le datazioni dell'attribuzione a Bruni sono ben più precoci: 1407-1408 secondo Hans Baron[33], fine Trecento per Wilhelm Creizenach, che aveva aderito all'attribuzione tradizionale pur avendo sollevato le prime obiezioni in proposito[34])
- Chrysis (Chrisis), di Enea Silvio Piccolomini, in 18 atti, scritta nel 1443, quando il futuro Papa Pio II era ancora cancelliere del futuro imperatore Federico III[22], all'epoca solo Re dei Romani. L'opera fu composta in senari giambici di "tipo umanistico" (vale a dire costruiti in modo approssimativo e a orecchio, senza basarsi su rigido schema metrico né sul conto delle sillabe). Nella commedia, la vena sensuale si intreccia sempre sul filo di una profonda infelicità, in cui la rinuncia ai suoi desideri dell’amante smodato e infelice suggerisce la necessità e il trionfo di un ideale di moderatezza ed equilibrio. L'opera menò scandalo per l'ambientazione in un mondo licenzioso e corrotto, (tanto da essere poi ripudiata, in seguito, dal suo stesso autore) ma riscosse anche molto successo e, insieme a un'altra sua opera erotica e licenziosa di grande popolarità in quello stesso periodo, la novella epistoalare Historia de duobus amantibus (scritta nel 1444 e tradotta in tedesco nel 1468 da Niklas von Wyle) esercitò una notevole influenza sulla letteratura dell'epoca, entrambe contribuendo all'affermazione di un nuovo paradigma nella letteratura erotica successiva.
- Aetheria.
- Historia Baetica di Carlo e Marcellino Verardi da Cesena, rappresentata a Roma nel 1491.
- Fernandus servatus di Carlo e Marcellino Verardi da Cesena, data a Roma nel 1492.
- Philodoxus ("amante della gloria" (o Philodoxeos fabula) di Leon Battista Alberti, è una commedia autobiografica scritta ai tempi dello studentato all'Università di Bologna, che l'Alberti firmò col nome latino di Lepidus (Lepido), tanto che l'opera fui creduta a lungo un originale latino. Il tema, tipico dell'Alberti, è quello della contesa tra la fermezza della Virtù e i capricci della Fortuna. La scrittura fu un po' rimaneggiata da un suo amico, il Panormita, che volle inserirvi dei doppi sensi, un'operazione che ne decretò il successo.
- De cerdone.
- La Celestina di Fernando Rojas, in 21 atti e in lingua castigliana, ascritta al genere umanistico da María Rosa Lida de Malkiel[1] (1499). La de Malkiel, in particolare, ravvisava una stretta parentela con la Comedia Poliscena[23] (di Leonardo Della Serrata, ma allora attribuita, per lunga tradizione, a Leonardo Bruni).
- La Venexiana, di anonimo del XVI secolo.